# Europastraße 265
Die Europastraße 265 (kurz: E 265) ist eine Europastraße, die von der estnischen Hauptstadt Tallinn westwärts in die Hafenstadt Paldiski führt, von wo man mit der Fähre über die Ostsee zum schwedischen Hafen Kapellskär übersetzen kann. Dort besteht Anschluss an die Europastraße 18.
Sie ist 348 km lang und beinhaltet eine Fähre.

## Verlauf
Die Europastraße 265 beginnt in Tallinn, Estland und endet in Kapellskär, Schweden.